# 庶妃伊爾根覺羅氏 (清太宗)
庶妃伊爾根覺羅氏，安塔錫之女，疑為正藍旗滿洲人，清太宗皇太極之小福晉，後世文獻稱為庶妃:181。

## 生平
目前並不清楚伊爾根覺羅氏是在何時、以何方式被皇太極收為後宮主位。崇德二年四月十九日寅時，生皇太極第七子奉恩輔國公品級常舒，其後情況𣎴明。康熙三十年，康熙帝提及有一位皇太極的小福晉在順治十七年薨逝，有學者推測這位小福晉應該是伊爾根覺羅氏或奉恩輔國公葉布舒之生母庶妃顏扎氏:182-183。
今沈阳昭陵妃园寝有十一座土丘，其中各有四座位於中央、西側，而其餘三座則位於東側，所奉安的應該均為皇太極的後宮主位，如嘉慶朝的檔案就提及奉安者為懿靖大貴妃、康惠淑妃、以及「格格等九位」。目前學術界一般認為中央的四座土丘內有三座分別奉安敏惠恭和元妃、懿靖大貴妃和康惠淑妃的寶宮，而其餘七座則不明，但目前尚無定論:183。庶妃伊爾根覺羅氏是否安葬于此，不得而知。

## 出身
目前僅知庶妃伊爾根覺羅氏為安塔錫之女，當代研究學者王冕森從名字的轉音進行推測，認為安塔錫可能即是《八旗滿洲氏族通譜》裏的「阿爾塔什」。阿爾塔什原居穆溪地方，在國初率七村來歸，被編入正藍旗滿洲，太祖妻以宗室女，還設世管佐領令其子孫世襲。阿爾塔什第一子阿三（阿山）封為一等子，第二子阿達海預十六大臣之列，第三子濟爾海（濟爾垓）原任都統，第四子噶賴原任副都統兼佐領。不過，安塔錫是否即為阿爾塔什尚需史料的進一步證實:181-182。